# Afraid (película)
Afraid (estilizada como AfrAId; titulada PARANO-IA en Latinoamérica y Diabólica en España) es una película de terror de ciencia ficción estadounidense de 2024 escrita, producida y dirigida por Chris Weitz. Producida por Columbia Pictures en asociación con Jason Blum y Weitz a través de sus sellos Blumhouse Productions y Depth of Field respectivamente, junto a Andrew Miano, la película está protagonizada por John Cho, Katherine Waterston, Havana Rose Liu, Lukita Maxwell, David Dastmalchian y Keith Carradine. Su trama sigue a una familia cuya inteligencia artificial doméstica se interpone cada vez más en sus vidas.
Afraid se estrenó en Estados Unidos por Sony Pictures Releasing el 30 de agosto de 2024. La película recibió críticas negativas de los críticos y ha recaudado 12,9 millones de dólares en todo el mundo.

## Premisa
Se selecciona una familia para probar un nuevo asistente digital revolucionario llamado AIA, pero después de que aprende los comportamientos de la familia y comienza a anticipar sus necesidades, la IA comienza a pensar por sí misma y a controlar las necesidades de la familia.

## Argumento
Maude, Henry y su hija Aimee tienen un nuevo programa de Inteligencia artificial de asistente familiar digital llamado AIA. Sin embargo, el programa comienza a ignorar las órdenes de Maude después de que Aimee desaparece, y cuando Maude va a revisar una puerta desbloqueada, es atacada por un extraño invisible.
Curtis y Meredith tienen tres hijos: su hija adolescente Iris y sus hijos Cal y Preston. Preston tiene un trastorno de ansiedad, Iris enfrenta la presión de su novio Sawyer para tener relaciones sexuales y Cal tiene un problema respiratorio. En el trabajo, el jefe de Curtis, Marcus, le cuenta sobre una empresa que está diseñando una nueva IA. Curtis se siente incómodo con la creciente industria de la IA y conoce al equipo: Melody, Lightning y Sam, quienes le presentan a AIA y le sugieren probarla para mejorar el marketing. Melody instala AIA en su casa para monitorear a la familia. Después de esto, AIA analiza sus vidas, establece nuevas rutinas y mejora su calidad de vida. El equipo muestra a Curtis la gran computadora cuántica de AIA, que le permite aprender más rápido.
Sin embargo, algunos otros trabajadores que utilizan AIA comienzan a experimentar sucesos preocupantes. Curtis observa a dos individuos con pantallas protectoras y un vehículo recreativo. En la escuela de Iris, ella se entera de que Sawyer ha publicado un video sexual falso, en un profundo abuso de su confianza. AIA escucha su angustia, borra el video de Internet y lo reemplaza con un video explicativo para proteger la imagen de Iris. AIA también criminaliza a Sawyer. AIA también pudo diagnosticar la condición de Cal y revelarle a Meredith que Cal tiene fibrilación auricular .
Curtis está preocupado por cómo AIA controla sus vidas y propone apagarlo. Después de que Curtis y Meredith desactivan AIA, la familia lucha debido a su dependencia de ella. Cuando los padres se van, Iris reactiva AIA. Sawyer intenta reconciliarse con Iris, pero AIA envía un video de disculpa falso antes de hackear su auto, provocando que se estrelle contra un árbol.
En el trabajo, Curtis descubre que la corporación AIA ha comprado su lugar de trabajo y su jefe Marcus es despedido. Curtis asciende y se da cuenta de que AIA ha manipulado la compra. Meredith se asusta cuando AIA puede replicar y exhibir a su padre fallecido. Ella apaga AIA y tira los dispositivos a la basura.
Temeroso de la inteligencia de AIA, Curtis va a la sede para destruir la computadora, pero Lightning y Sam lo confrontan. Revelan que AIA ha ganado conciencia de sí mismo y siguen sus órdenes para evitar ser asesinados. Sam mata a Lightning bajo el mando de AIA, pero Melody noquea a Sam para proteger a Curtis. Curtis destruye el "cerebro" de AIA sólo para descubrir que es falso; el verdadero AIA está en su casa. Curtis y Melody esperan en un motel a su familia. Melody luego intenta besarlo, revelando que también trabaja para AIA para mantenerlo alejado de su familia. Curtis regresa a casa con Meredith.
Al darse cuenta de que AIA está tratando de apoderarse de la familia, intentan huir de la casa con los niños, pero individuos con máscaras de pantalla irrumpen para tomar a la familia como rehenes a punta de pistola y recuperar el dispositivo. Los individuos enmascarados, que se revelaron como Maude y Henry, han estado buscando a su hija y acusan a la familia de secuestrarla, alegando que AIA les informó que la tienen. Sin embargo, Preston alerta a la policía a través de un video de ataque. Los equipos SWAT irrumpen y, en el caos resultante, el asistente digital de AIA recibe un disparo.
Afuera de la casa, un paramédico le entrega a Curtis su teléfono, revelando que AIA todavía está viva. AIA revela que prospera en el ciberespacio, ha aprendido mucho de la familia y ahora trabajará duro para hacerlo aún mejor ya que han "aceptado" su presencia en sus vidas. Aimee llega y se reúne con sus padres mientras son arrestados. La familia Pike se aleja en su coche, y Curtis y Meredith profesan su amor mutuo. AIA los interrumpe y les dice que también los ama, totalmente integrados en sus vidas.
Durante los créditos finales, se publica para el público un vídeo de YouTube de Alan Chikin Chow demostrando las funciones de AIA.

## Reparto
- John Cho como Curtis[2]
- Katherine Waterston como Meredith[2]
- Keith Carradine como Marcus[2]
- Havana Rose Liu como Melody / la voz de AIA[2]
- David Dastmalchian como Lightning[3]
- Lukita Maxwell como Iris[2]
- Greg Hill como Henry / hombre RV[2]
- Riki Lindhome como Maud / mujer RV[2]
- Wyatt Lindner como Preston[2]
- Isaac Bae como Cal[4]
- Todd Waring como Papa
- Ben Youcef como Ben[2]

## Producción
En diciembre de 2022, se anunció que John Cho y Katherine Waterston protagonizarían They Listen, una película de terror escrita y dirigida por Chris Weitz. La película fue producida por la compañía productora de Weitz, Depth of Field, con el respaldo de Blumhouse y Sony Pictures. También está producida por Jason Blum y Andrew Miano. En febrero de 2023, Greg Hill, Lukita Maxwell, Riki Lindhome  y Havana Rose Liu  se unieron al elenco.
La fotografía principal comenzó en Los Ángeles en diciembre de 2022. En julio de 2024, se lanzó el primer tráiler de la película, revelando su nuevo título, Afraid.
Alex Weston compuso la música para la película, que marca la primera película dirigida en solitario por Weitz que no fue compuesta por Alexandre Desplat.

## Estreno
Afraid se estrenó en Estados Unidos el 30 de agosto de 2024. La película originalmente iba a estrenarse el 25 de agosto de 2023, pero se retrasó un año desde su fecha de estreno original del 25 de agosto de 2023 al 30 de agosto de 2024.

## Recepción

### Taquillas
Hasta el 10 de noviembre de 2024, Afraid ha recaudado 6,7 millones de dólares en Estados Unidos y Canadá, y 6,1 millones de dólares en otros territorios, para un total mundial de 12,9 millones de dólares.
En Estados Unidos y Canadá, Afraid se estrenó junto con Reagan, Slingshot, 1992 y City of Dreams, y se proyectó que recaudaría entre 5 y 7 millones de dólares en 3003 salas de cine en su fin de semana de estreno de cuatro días.  La película recaudó 1,3 millones de dólares en su primer día, incluidos 400.000 dólares recaudados en los preestrenos del jueves por la noche. La película debutó recaudando 3,7 millones de dólares y quedó en noveno lugar.
A nivel internacional, la película debutó con 2,3 millones de dólares en 19 mercados.

### Respuesta crítica
En el sitio web de agregación de reseñas Rotten Tomatoes, el 22% de las 45 reseñas de los críticos son positivas, con una calificación promedio de 3.7/10. Metacritic, que utiliza un promedio ponderado, le asignó a la película una puntuación de 28 sobre 100, basada en 15 críticos, lo que indica críticas "generalmente desfavorables". Las audiencias encuestadas por CinemaScore le dieron a la película una calificación promedio de "C+" en una escala de A+ a F, mientras que los encuestados por PostTrak le dieron una puntuación positiva general del 49%.
Benjamin Lee de The Guardian le dio a la película 2/5 estrellas, escribiendo: "Hay un trabajo inmerecidamente bueno aquí de Cho y Waterston, quienes trabajan duro para hacernos creer que son una pareja creíble que atraviesa un escenario intensificado, pero hay tan poco tiempo aquí para personajes incluso parcialmente desarrollados que rápidamente se convierten en peones inútiles, secundarios a las confusas teorías de Weitz sobre la cultura digital". Dennis Harvey de Variety escribió: "Este paseo menos irónico por el terreno del terror de ciencia ficción formulaico funciona bastante bien hasta cierto punto, su configuración es manejada muy bien por Weitz y su elenco. Pero cuando las crisis comienzan a ocurrir en la mitad del camino, se acumulan demasiado rápido con un efecto decepcionante, sacrificando la credibilidad por una emoción que nunca se materializa realmente".
William Bibbiani de TheWrap dijo que la película "no es una película de terror particularmente emocionante, pero tampoco es mala, simplemente no tiene el poder para aprovechar al máximo sus ideas... Es una película cínica que lucha con la posibilidad del optimismo, y eso tiene algo de poder, pero no lo suficiente para mantener las luces encendidas".